# Steve Kazee
Steven Michael Kazee (Ashland, 30 ottobre 1975) è un attore e cantante statunitense.

## Biografia
Frequenta la Fairview High School e in seguito la Morehead State University. Si trasferisce a New York nel 2002 e ottiene un Master of Fine Arts in recitazione all'Università di New York.

## Carriera
Appare in diverse produzioni teatrali di Broadway o Off-Broadway. Inizialmente partecipa a As You Like It del New York Shakespeare Festival. Nel 2006 è Timmy Cleary in La signora amava le rose, che va in scena al Kennedy Center dal 7 al 29 gennaio. In seguito entra nel cast di Spamalot come Sir Lancillotto e di Seascape come sostituto di Leslie. Nello stesso anno interpreta Dumas Shepherd in un episodio della serie televisiva Conviction.
Nel 2007 ottiene il ruolo di Bill Starbuck nel revival di 110 in the Shade, oltre ad altre comparse in serie televisive come Michael Barlow in Medium e Mark Green in Numb3rs. Nel 2008 è Sobinsky in To Be Or Not To Be al Samuel J. Friedman Theatre dal 16 settembre al 16 novembre. Nello stesso anno appare in NCIS come Michael Locke, e nel 2009 interpreta Dominic Humphreys in CSI - Scena del crimine. Ottiene uno dei ruoli principali nella serie televisiva della CMT Working Class, dove è Nick Garrett.
Ottiene il ruolo principale del Ragazzo nell'adattamento musical dell'omonimo film, Once, che inizia anteprime dal 28 febbraio 2012 e apre il 18 marzo dello stesso anno al Bernard B. Jacobs Theatre. Dopo la sua intervista per Playbill, Appare in diversi show televisivi tra cui il 29 marzo 2012 al Late Show with David Letterman e il 6 aprile 2012 nel Today Show. Vince quindi il Tony Award come miglior attore protagonista in un musical. La sua ultima esibizione era prevista per il 24 marzo 2013, ma a causa di un problema alle corde vocali, avvenne il 6 febbraio 2013. Il 10 febbraio dello stesso anno l'attore, assieme al cast di Once, vince il Grammy Award al miglior album in un musical.
Collabora con Christina Perri al brano A Thousand Years Pt. 2 che compare nella colonna sonora del film The Twilight Saga: Breaking Dawn - Parte 2.
Nel 2013 appare nella serie televisiva Elementary come Jeff Hines e in Drop Dead Diva come Dustin Wycott. Nel 2015 e nel 2016 interpreta il ruolo di Gus Pfender nella quinta e sesta stagione della serie della Showtime Shameless.
Dal 2021 appare in vari episodi della serie tv The Rookie nel ruolo dell'ex marito di Jenna Dewan, sua moglie nella vita reale.

## Filmografia

### Televisione
- Conviction – serie TV, episodio 1x06 (2006)
- Medium – serie TV, episodio 3x16 (2007)
- Numb3rs – serie TV, episodio 4x02 (2007)
- NCIS - Unità anticrimine (NCIS) - serie TV, episodio 5x16 (2008)
- CSI - Scena del crimine (CSI: Crime Scene Investigation) – serie TV, episodio 9x14 (2009)
- Working Class – serie TV, 12 episodi (2011)
- Elementary – serie TV, episodio 2x03 (2013)
- Drop Dead Diva – serie TV, episodio 5x12 (2013)
- Warriors, regia di Tim O'Donnell e Nick Palmisciano – film TV (2014)
- Legends – serie TV, 10 episodi (2015)
- Shameless – serie TV, 14 episodi (2015-2016)
- Nashville – serie TV, episodi 4x12-4x13 (2016)
- Criminal Minds: Beyond Borders – serie TV, episodio 2x01 (2017)
- Blindspot – serie TV, episodi 3x10-3x11 (2018)
- The Walking Dead – serie TV, episodio 9x10 (2019)
- Una proposta seducente (Tempting Fate), regia di Manu Boyer e Kim Raver – film TV (2019)
- The Rookie - serie tv, 5 episodi (2021-2025)

## Teatro
- Seascape (2005-2006, Booth Theatre) – Leslie
- Spamalot  (2006, Shubert Theatre)
- 110 in the Shade (2007, Studio 54) – Bill Starbuck
- To Be or Not to Be (2008-2009, Samuel J. Friedman Theatre) – Sobinsky
- Once (2011-2013, Bernard B. Jacobs Theatre) – Ragazzo
- Pretty Woman - The Musical (2018, Oriental Theatre) – Edward

## Doppiatori italiani
Nelle versioni in italiano delle opere in cui ha recitato, Steve Kazee è stato doppiato da:
- Fabrizio Picconi in NCIS - Unità anticrimine
- Emiliano Coltorti in Medium
- Andrea Mete in Numb3rs
- Alessandro Rigotti in CSI - Scena del crimine
- Francesco Sechi in Elementary
- Luigi Ferraro in Drop Dead Diva
- Daniele Giuliani in Legends
- Riccardo Rossi in Shameless
- Patrizio Cigliano in Criminal Minds: Beyond Borders
- Simone D'Andrea in Blindspot
- Gianfranco Miranda in The Walking Dead
- Andrea Beltramo in The Rookie